# 普里維利涅 (邵爾斯區)
51°40′31″N 31°57′46″E / 51.67528°N 31.96278°E
普里維利涅（烏克蘭語：Привільне），是烏克蘭北部的村莊，隸屬切爾尼希夫州的科留基夫卡區。該村始建於1650年，面積0.44平方公里，海拔高度139米，2001年人口49，人口密度每平方公里111.4人。